# 新貽投資
新貽投資控股有限公司，簡稱新貽投資控股，以及新貽投資（英語：Lolliman Holdings Limited，港交所除牌時0263.HK），在1991年1月10日，由順豪地產集團有限公司更名而來，當時經營房產業務。
在1991年，由前商人郭應泉（馮峰前女婿）收購，但在1993年，被新海康航業投資有限公司收購，更名為保興投資控股有限公司。再在2008年5月16日，更名為中國雲錫礦業集團有限公司至今。

## 連結
- CYTMG.com （页面存档备份，存于）